# Odmiany alotropowe żelaza
Odmiany alotropowe żelaza – znane są cztery alotropowe odmiany żelaza trwałe pod ciśnieniem atmosferycznym:
- żelazo alfa (α)
- żelazo beta (β)
- żelazo gamma (γ)
- żelazo delta (δ)
- żelazo epsilon (ε) – forma wysokociśnieniowa

Odmiany alotropowe żelaza występujące przy ciśnieniu atmosferycznym są istotne w przypadku metalurgii i inżynierii materiałowej ze względu na różnice w rozpuszczalności węgla. Odmiana alotropowa występująca w przypadku wysokiego ciśnienia nadaje się do opisu wewnętrznego jądra Ziemi, które jak się uważa, składa się zasadniczo z krystalicznego żelaza o strukturze ε oraz niklu.

## Odmiany alotropowe przy ciśnieniu atmosferycznym

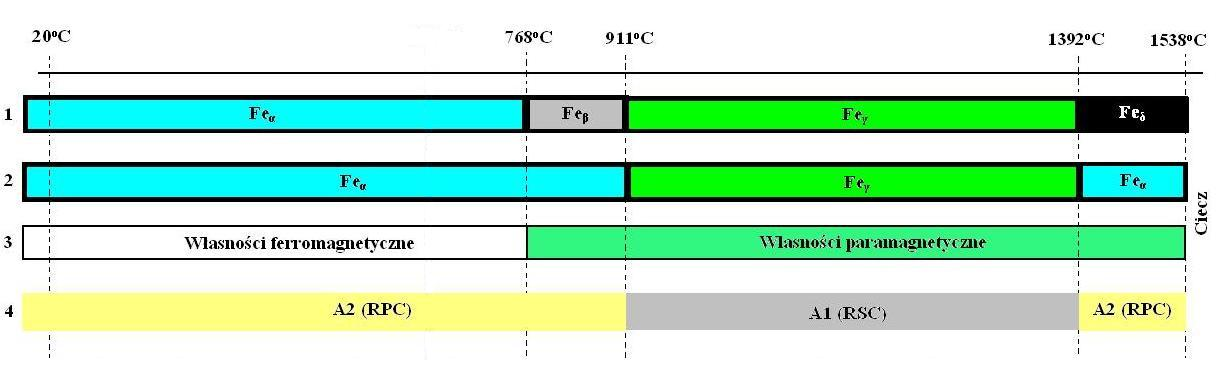
Schemat przedstawiający podstawowe informacje o odmianach alotropowych żelaza:
1. Zakres występowania dawniej obowiązujących odmian alotropowych żelaza
2. Zakres występowania obecnie obowiązujących odmian alotropowych żelaza
3. Własności magnetyczne poszczególnych odmian
4. Układy krystalograficzne poszczególnych odmian

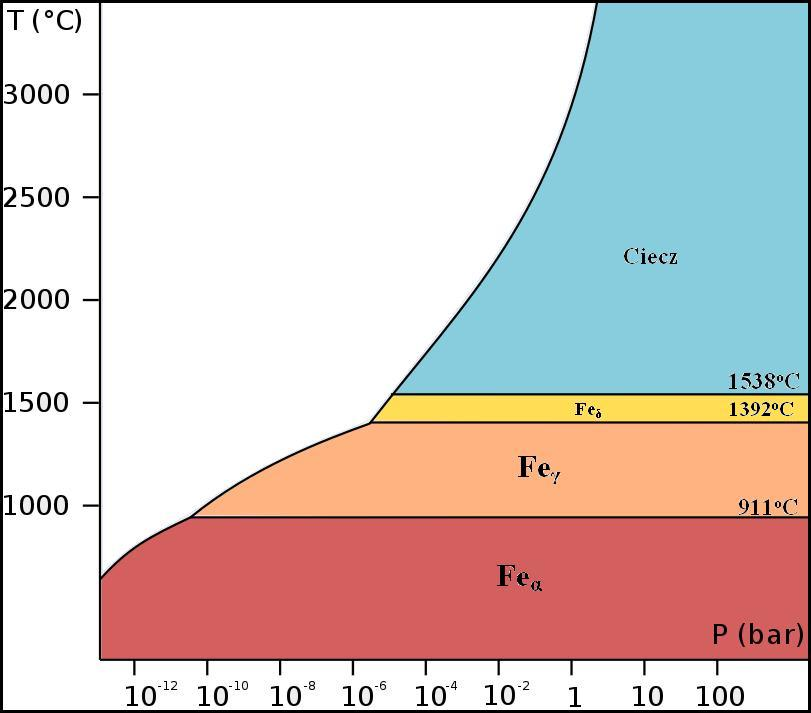
Wykres fazowy dla czystego żelaza w funkcji temperatury (T) od ciśnienia (P)

### Żelazo δ
Forma trwała w temperaturze od 1392 °C do temperatury topnienia. Ma sieć regularną przestrzenie centrowaną, identycznie jak żelazo α. Jest paramagnetyczne. Nazywane jest również ferrytem wysokotemperaturowym. Krzepnięcie żelaza następuje przy stałej temperaturze 1538 °C. W tej temperaturze cała ciecz zamienia się w kryształy żelaza. W temperaturze 1495 °C można w żelazie δ rozpuścić 0,09% C. Temperatura równowagi Ae4 (1392 °C) określa dolną granicę istnienia ferrytu wysokotemperaturowego. Period identyczności a dla żelaza δ wynosi 0,293 nm. Zaczyna się odchodzić od wyróżniania tej fazy osobną literą grecką. W większości najnowszej literatury można spotkać się tylko z żelazem α i γ.

### Żelazo γ
Forma trwała w zakresie temperatur od 911 °C do 1392 °C. Ma sieć regularną ściennie centrowaną. Jest paramagnetyczne. W temperaturze 1392 °C następuje przemiana alotropowa. Objawia się ona przebudową struktury regularnej przestrzennie centrowanej w strukturę regularną ściennie centrowaną. Żelazo γ istnieje od temperatury Ae3 (911 °C). W temperaturze 1148 °C można maksymalnie rozpuścić 2,11% C. Period identyczności a dla żelaza γ wynosi 0,365 nm.

### Żelazo β
Żelazo β jest to stare określenie na żelazo α wykazujące właściwości paramagnetyczne. Zakres temperaturowy istnienia żelaza β zawiera się w przedziale od temperatury Curie żelaza A2 (768 °C) do 911 °C. Żelazo β jest pod względem krystalograficznym identyczne jak żelazo α. Wyróżniają je tylko dwa aspekty: w żelazie α występują domeny magnetyczne oraz obie odmiany mają niewiele różniące się wymiary periodów identyczności w tej samej sieci krystalicznej w funkcji temperatury. Z tego powodu żelaza β nie uważa się za odrębną fazę.

### Żelazo α
Forma trwała w temperaturze poniżej 911 °C. Ma sieć regularną przestrzenie centrowaną. Jest ferromagnetyczne w temperaturze poniżej 768 °C. W temperaturze otoczenia żelazo α jest stabilne i można w nim maksymalnie rozpuścić 0,008% C. W temperaturze 727 °C można w żelazie α rozpuścić 0,0218% C. Period identyczności wynosi 0,286 nm.

## Odmiany alotropowe przy wysokim ciśnieniu

Zakres istnienia odmian alotropowych żelaza w funkcji temperatury i ciśnienia pokazujący żelazo ε przy wysokim ciśnieniu

### Żelazo ε
Forma żelaza o sieci krystalicznej heksagonalnej, która jest stabilna tylko przy wysokich ciśnieniach. Przy spadku ciśnienia żelazo ε z powrotem przemienia się w żelazo α. Żelazo ε charakteryzuje się większą gęstością od żelaza α.
Na wykresie fazowym punkt potrójny pomiędzy żelazem α, γ i ε został teoretycznie wyznaczony w temperaturze 497 °C i ciśnieniu 11 GPa. Badania wykazały, że punkt ten znajduje się w nieco niższej temperaturze, która wyniosła 477 °C.
W 1971 roku przedstawiono tezę, że przemiana żelaza α w ε jest specyficznym przykładem przemiany martenzytycznej.